# Liste de sportifs mexicains par discipline
La liste de sportifs mexicains par discipline vise à rassembler les champions représentatifs de leur pays dans leur discipline.
Doivent donc y figurer :
- les champions et médaillés olympiques
- les champions du monde
- les champions continentaux
- les champions nationaux

Mais on peut y introduire des sportifs qui, sans avoir obtenu un palmarès exceptionnel, ont représenté leur pays au niveau international.

## Athlètes
- Daniel Bautista Rocha (° 1952), champion olympique (20km marche Hommes) aux J.O de Montréal 1976
- Ernesto Canto Gudiño (° 1959), champion olympique (20km marche Hommes) aux J.O de Los Angeles 1984
- Raúl González Rodríguez (° 1952), champion olympique (50km marche Hommes) et médaille d'argent (20km marche Hommes) aux J.O de Los Angeles 1984
- Ana Guevara (° 1977), championne du monde (400m Femmes) en (2003)
- Noé Hernández (° 1978), médaille d'argent (20km marche Hommes) aux J.O de Sydney 2000
- José Pedraza Zúñiga (° 1937), médaille d'argent (20km marche Hommes) aux J.O de Mexico 1968
- Joel Sánchez Guerrero (° 1966), médaille de bronze (50km marche Hommes) aux J.O de Sydney 2000

## Pilotes automobiles
- Giovanni Aloi, pilote dans le championnat Formule 3000 (1990).
- Carlos Contreras (° 1970), premier pilote mexicain à courir en NASCAR.
- Luis Díaz (° 1977), court dans le championnat Grand-Am pour l'écurie Chip Ganassi Racing ainsi que dans le championnat A1 Grand Prix, dans lequel il représente son pays. Il a couru dans les championnats Champcar Atlantic et Indy Lights de 1999 à 2003.
- Mario Dominguez (° 1975), pilote Champcar.
- Salvador Durán (° 1985), pilote dans les championnats de Formule 3 mexicain et britannique, ainsi que dans le championnat A1 Grand Prix, dans lequel il représente son pays.
- Adrián Fernández (° 1965), pilote CART, IndyCar, Champcar, IRL, NASCAR et Grand-Am
- Josele Garza (° 1962), pilote CART, participa à 7 reprises aux 500 miles d'Indianapolis (Rookie of the year en 1981, 10e en 1984).
- Memo Gidley (° 1970), pilote IRL, Champcar et Grand-Am.
- Jorge Goeters (° 1970), pilote NASCAR
- Roberto Gonzalez (° 1976), pilote Champcar
- Carlos Guerrero (° 1957), pilote CART
- Esteban Gutiérrez, (° 1991), pilote de GP2 et de Formule 1
- Bernard Jourdain,  (° 1950), pilote Indianapolis 500
- Michel Jourdain Jr. (° 1976), pilote IRL, CART, Indianapolis 500 et NASCAR.
- Rodolfo Lavin (° 1977), pilote Champcar.
- David Martinez (° 1981), pilote Champcar Atlantic, A1 Grand Prix
- Sergio Pérez, (° 1990), pilote de Formule 1
- Jose Luis Ramirez (° 1979), pilote NASCAR
- Ricardo Rodriguez, (1942-1962), Formule 1
- Pedro Rodríguez, (1940-1971), Formule 1

## Boxeurs
- Marco Antonio Barrera
- Francisco Cabañas Pardo, médaillé d'argent aux Jeux olympiques de Los Angeles (1932).
- Julio César Chávez (° 1962), 105 victoires (dont 86 avant la limite), 5 défaites et deux nuls, champion du monde dans les catégories super-plumes, légers et super-légers
- Pipino Cuevas
- Iván Hernández
- Rafael Limón
- Ricardo López
- Juan Manuel Márquez
- Erik Morales
- Ruben Olivares
- Gilberto Roman
- Salvador Sánchez
- Laura Serrano
- Fernando Vargas
- Israel Vázquez, champion du monde WBC des super-coqs
- Alfonso Zamora
- Carlos Zárate

## Joueurs de baseball
- Erubiel Durazo,
- Fernando Valenzuela

## Basketteurs
- Horacio Llamas, ayant évolué en NBA aux Phoenix Suns
- Federico López
- Eduardo Najera, évoluant en NBA aux New Jersey Nets

## Cyclistes sur piste
- Belem Guerrero Mendez, médaille d'argent de la Course aux points femmes aux J.O d'Athènes 2004

## Cyclistes sur route
- Raúl Alcalá (° 1964), premier Mexicain à participer au Tour de France, épreuve dans laquelle il remporta le maillot blanc (meilleur jeune) en 1987 et qu'il termina à la 8e place en 1989 et 1990 après avoir remporté chaque fois une étape.

## Footballeurs
- José Jesús Arellano Alcocer, (° 1973)
- Cuauhtémoc Blanco,
- Jared Borgetti
- Jorge Campos,
- Antonio Carbajal
- Salvador Carmona
- Guillermo Franco
- Alberto García Aspe
- Carlos Hermosillo
- Luis Hernández
- Rafael Márquez
- Ramon Morales
- Manuel Negrete
- Guillermo Ochoa
- Daniel Osorno
- Ricardo Osorio
- Pável Pardo
- Luis Ernesto Perez Gomez, (° 1981)
- Ramón Ramírez
- Raúl Rodrigo Lara
- Francisco Javier Rodríguez
- Carlos Salcido, (° 1980)
- Luis Miguel Salvador
- Hugo Sánchez
- Claudio Suárez
- Cesáreo Victorino
- Manuel Vidrio

## Golfeurs

### Femmes
- Lorena Ochoa (° 1981), première du classement des gains sur le LPGA Tour en 2006. Vainqueur de douze tournois sur le LPGA-Tour[1].

## Haltérophiles
- Soraya Jimenez Mendivil, championne olympique (58 kg femmes) aux J.O d'Sydney 2000

## Lutteurs
- El Santo
- El Hijo del Santo (Santo's Son)

## Ski
- Hubertus Von Hohenlohe (° 1959)

## Taekwondo
- Oscar Francisco Salazar Blanco, médaille d'argent (- 58 kg, hommes) aux J.O d'Athènes 2004
- Iridia Salazar Blanco, médaille de bronze (57-49 kg, femmes) aux J.O d'Athènes 2004

## Joueurs de tennis
- Leonardo Lavalle (° 1967)
- Francisco Maciel (° 1964)
- Agustín Moreno (° 1967)
- Oscar Ortiz (° 1973)
- Rafael Osuna (1938–1969), vainqueur avec Antonio Palafox du double de l'US Open en 1962 et du Tournoi de Wimbledon en 1963.
- Antonio Palafox (° 1936), vainqueur avec Rafael Osuna du double de l'US Open en 1962 et du Tournoi de Wimbledon en 1963.
- Raúl Ramírez (° 1953), vainqueur de 19 tournois ATP en simple, de 59 tournois en double, dont le Tournoi de Wimbledon (1976) et le Tournoi de Roland Garros (1975 et 1977), ancien N° 4 mondial au classement ATP.